# Pyhäjärvi (Kymenlaakso)
Pyhäjärvi ist ein finnischer See in den ehemaligen Gemeinden Jaala, Iitti, Kuusankoski und Valkeala. Im Nordosten bietet er einen Zugang zum Kimola-Kanal, der 1962 für die moderne Flößerei gebaut wurde. Er ist 61,8 km² groß und liegt auf 65,3 m über Meereshöhe.